# آریستارخوس ساموسی

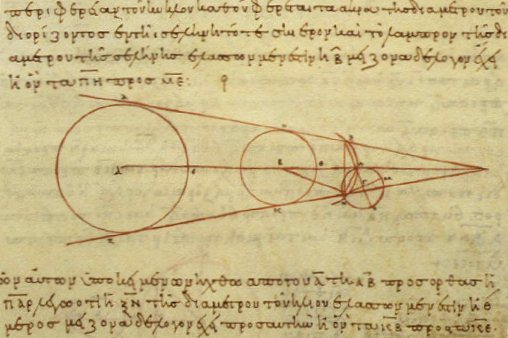

آریستارخوس (به یونانی: Ἀρίσταρχος) (حدود ۳۱۰ تا ۲۳۰ ق. م) ستاره‌شناس و ریاضی‌دان یونانی برجسته در یونان باستان بود.
وی اولین دانشمند شناخته شده‌ای است که به الگوی سامانه خورشیدی و گردش زمین و سیاره‌های دیگر به دور خورشید باور داشت. اندیشه‌های او در دوران باستان طرفدار چندانی نیافت و جهان علم تا مدت‌ها از نظریهٔ مرکزیت زمین و کیهان‌شناسی بطلمیوسی پیروی می‌کرد. ۱۸۰۰ سال بعد کوپرنیک ایدهٔ مرکزیت خورشید را دوباره مطرح کرد. آریستارخوس از اندیشه‌های فیلولائوس متأثر بود ولی سیاره‌ها را به ترتیب درستی بر پایهٔ فاصلهٔ آن‌ها در گرداگرد خورشید «آتش مرکزی» قرار داد. مانند آناکساگوراس او نیز باور داشت که: ستارگان هم شاید چیزهایی مانند خورشید باشند.
وی از یونانیان متولد جزیره ساموس بود و از دانشمندان مجموعه علمی اسکندریه به‌شمار می‌رفت.
پلوتارک در مقاله "بر سطح ماه" در میانه رواست کردن گفتگوی دو شخص دیگر از او چنین می‌گوید: "در حالی که هنوز داشتم حرف می‌زدم فرناک سخن من را قطع کرد و گفت: باز هم شگرد قدیمی آکادمی از پستو درآمد! در هر بحثی هیچ توضیحی برای ادعای خود ارائه نمی‌دهند و تنها به تعقیب سمت مقابل پرداخته و تلاش می‌کنند او را در موضع دفاعی قرار دهند! شما نمی‌توانید امروز مرا به خاطر دفاع از رواقیون شماتت کنید وقتی خودتان هنوز به اتهاماتتان پیرامون وارونه کردن جهان پاسخ نداده‌اید. لوسیوس خندید و گفت: " آه آقا، ما را متهم نکن که همگی بی‌دین هستیم !حداقل کله آنتس فکر می‌کرد که یونانیان باید علیه آریستارخوس ساموسی به خاطر بی‌دینی اش کاری کنند. چرا که او اول نظم گیتی را برهم زده بود و بعد با فرض اینکه آسمانها ثابت اند و زمین بر روی مدارش غیر از گردش دور خود هم می‌چرخد، می‌خواست پدیده‌ها را نجات دهد. البته الان این نظر ما نبود که گفتم اما آنها که تصور می‌کنند زمین خود قمر خودشید است. آقای عزیز آیا بیشتر از تو که فکر می‌کنی زمین بر روی هوا معلق است چیزها رو سر و ته می‌کنند؟ " ارشمیدس نیز از «عقاید خاص» آریستارخوس در کتابش صحبت می‌کند. کتابی که اکنون به کلی از دست رفته. آریستارخوس معاصر اراتوستن اهل کایرین است.